# Bischofsmais
Bischofsmais est une commune de Bavière (Allemagne), située dans l'arrondissement de Regen, dans le district de Basse-Bavière.

## Sport
Une très petite station de ski a été aménagée à 4 km au nord-ouest de la commune, sur les pentes de la montagne Geisskopf.